# الكلازية
الكلازية هي قرية تقع في السويدية في لواء إسكندرون السليب عن سوريا.

## المناخ
مناخ متوسطي حار صيفًا بارد شتاءً يتميز بوجود اشجار دائمه الخضرة مثل السرو والصنوبر والغار والكينا.

## التاريخ
كانت تتبع للجمهوريه السورية منذ 1920 ميلادي، وتم استيلاء الاتراك عليها عام 1939، وتتميز القرية بوجود ادباء كبار وشعراء هاجر معظمهم إلى سوريا البلد الام وهم يسعون جاهدين لنيل حقوقهم المشروعه في البلد الجار تركيا.